# Градина (Констанца)
Градина (рум. Grădina) насеље је у Румунији у округу Констанца у општини Градина. Oпштина се налази на надморској висини од 61 m.

## Становништво
Према подацима из 2002. године у насељу је живело 843 становника.

### Попис2002.
| Расподела становништва по националности 2002.‍ | Расподела становништва по националности 2002.‍ | Расподела становништва по националности 2002.‍ | Расподела становништва по националности 2002.‍ | Расподела становништва по националности 2002.‍ |
| --------------------------------------------- | --------------------------------------------- | --------------------------------------------- | --------------------------------------------- | --------------------------------------------- |
|                                               |                                               |                                               |                                               |                                               |
| Румуни                                        | Румуни                                        |                                               | 792                                           | 94,3%                                         |
| Татари                                        | Татари                                        |                                               | 48                                            | 5,7%                                          |